# Eustachius von Rogalinski
Eustachius von Rogalinski (* 19. Oktober 1842; † 10. Dezember 1898 in Królikowo) war Rittergutsbesitzer und Mitglied des Deutschen Reichstags.

## Leben
Rogalinski besuchte die Gymnasien in Posen und Ostrowo und studierte anschließend in Berlin. Er widmete sich der Landwirtschaft auf seinem Rittergut in Krolikowo bei Schubin.
Von 1877 bis 1878 war er Mitglied des Deutschen Reichstags für den Wahlkreis  Posen 7 (Schrimm, Schroda) und die Polnische Fraktion.
Am 6. September 1870 heiratete er Klaudine von Skorzewski.